# Bruno Valisa
Bruno Valisa (Piacenza, 28 settembre 1911 – ...) è stato un calciatore e allenatore di calcio italiano, di ruolo centrocampista.

## Carriera

### Giocatore
Dopo gli esordi nelle squadre minori piacentine, nel 1933 viene ingaggiato dal Piacenza, con cui esordisce nel campionato di Prima Divisione giocando due stagioni in prima squadra. Nel 1935 parte per il servizio militare, combattendo nella Guerra d'Etiopia, e al suo ritorno milita per una stagione nelle riserve del Piacenza prima di essere posto in lista di trasferimento. Negli anni successivi interrompe l'attività calcistica essendo impegnato come infermiere militare su più fronti di guerra fino al 1945.

### Allenatore
Nel campionato 1968 è allenatore della Pro Loco Travo, partecipante al primo campionato di calcio femminile italiano, e in seguito è il vice di Mario Bertuzzi al Piacenza Campione d'Italia nel 1971.

## Palmarès

### Allenatore

#### Competizioni nazionali
- Campionato italiano femminile di calcio: 1

Brevetti Gabbiani Piacenza: 1971 (vice)